# زلزال إسكوبية 1963
ضرب زلزال إسكوبية المُدمّر مدينة إسكوبية في جمهورية مقدونيا في 26 تموز (يوليو) عام 1963، بلغت قوته 6.1. وكانت مقدونيا ومدنها جزءاً من جمهورية يوغوسلافيا الاشتراكية الاتحادية آنذاك، ما أسفر عن مقتل 1,070 شخص وجرح ما بين 3,000 و4,000 شخص، وأصبح حوالي 200,000 شخص بلا مأوى، كما دمّر ما نسبته 80% من المدينة.

## حقائق
بلغت قوة الزلزال 6.1 درجة على مقياس درجة العزم وهو ما يعادل 6.9 درجة على مقياس ريختر وحدث عند الساعة 04:17 حسب التوقيت العالمي المنسّق (5:17 صباحاً منطقة زمنية) يوم 26 تموز (يوليو) 1963 في مدينة إسكوبية في جمهورية مقدونيا. استمر الزلزال لمدة 20 ثانية وشعر به السكان في المناطق الواقعة على طول نهر فاردار. كما أعقب الزلزال هزات ارتدادية استمرت على الساعة 5:43.

## وصلات خارجية
- لقطات من آثار الزلزال
- الضعف الاجتماعي اتجاه الكوارث الطبيعية: دراسة من إسكوبية، مقدونيا